# 三澤飛行場

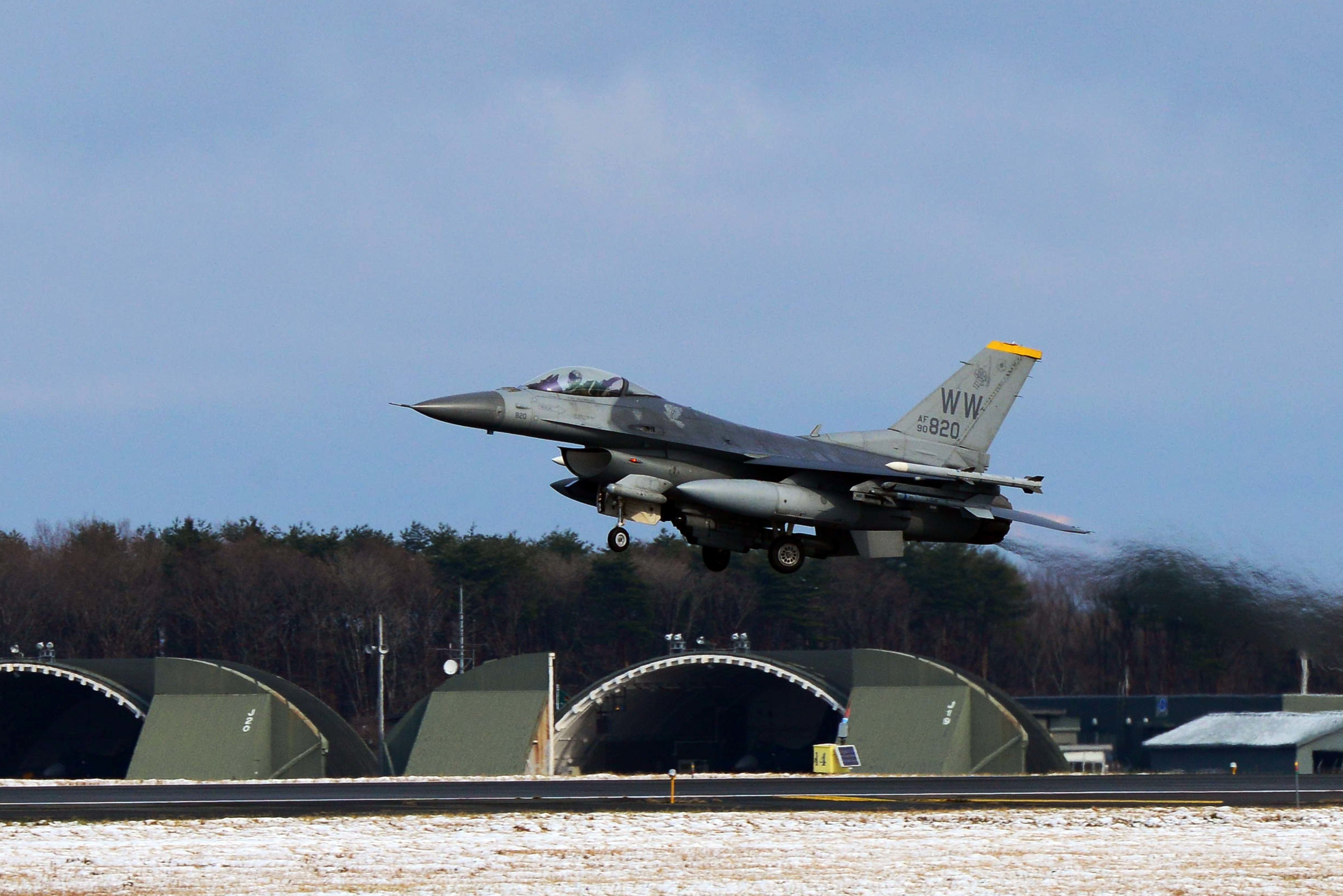
部署於三澤基地的美國空軍第35戰鬥機聯隊的F-16C戰鬥機起飛（攝於2014年12月4日）

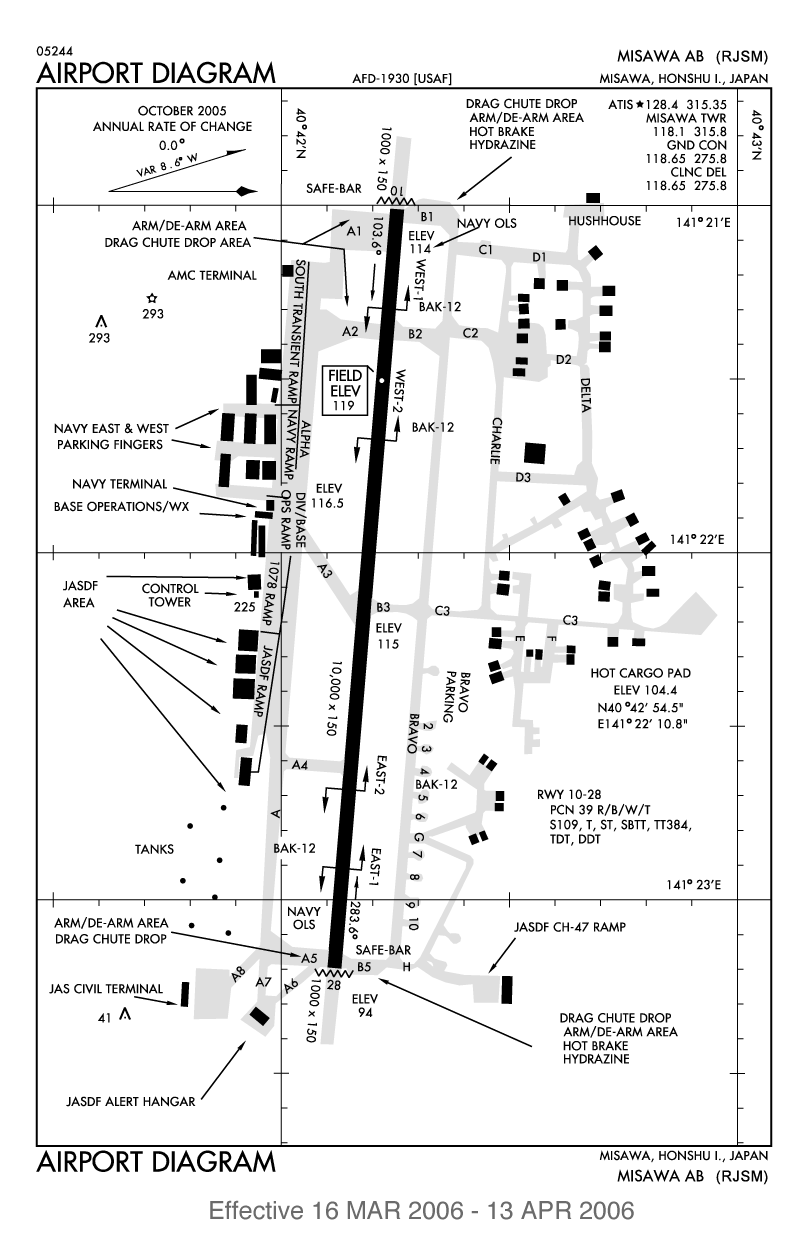
三澤機場平面圖（美國聯邦航空總署）

三澤機場（日语：／ Misawa hikōjō */?）位於日本東北部的青森縣三澤市，是一座軍民共用機場，包含了駐日美軍和日本航空自衛隊共用的基地，面積約14平方公里（1,400公頃）以及用於民航的三澤機場。其中，航空自衛隊稱呼三澤飛行場的軍用部分為三澤基地（日語：三沢基地），而美國空軍則稱呼其為三澤空軍基地（英語：Misawa Air Base），當地居民常使用外來語片假名簡稱基地（ベース）。

## 概要
三澤機場位於三澤市鬧區的三澤車站東北方約3.5英里（5.6）、太平洋海岸以西3英里（4.8）、青森縣第二大城八戶市西北方18英里（29）處，是該縣東部的玄關機場。由日本防衛省裝備設施本部及東北防衛局的「三澤防衛事務所」設置、由駐日美軍依日美地位協定第三條管理，而提供商務航班使用的機坪和旅客航廈則由國土交通省東京航空局和民間業者負責運作。
三澤機場目前只有一條跑道，方向為10/28、長約3050公尺（跑道落地區長約300公尺），兩側各設有一條平行的滑行道——A滑行道與B滑行道，長度均與跑道相近。近年來，由於駐日美軍、自衛隊和一般客機必須共用這唯一的一條跑道起降，導致了民間的航班和軍機的出動架次會偶爾被彼此干擾或延誤。這亦使美國空軍飛機常以「機場擁擠」或「燃料不足」為由，改至海上自衛隊設在附近的八戶航空基地降落，經常產生問題。
鑑於日本政府對興建第二條跑道的要求，國土交通省和市政規劃單位開始對此展開研究，而防衛省裝備設施本部也針對計畫中長達3,000公尺的新跑道進行了調查，以紓緩單一跑道造成的擁擠和混雜情形。目前的首選方案是將跑道旁的B滑行道改建為第二條跑道。

## 軍用

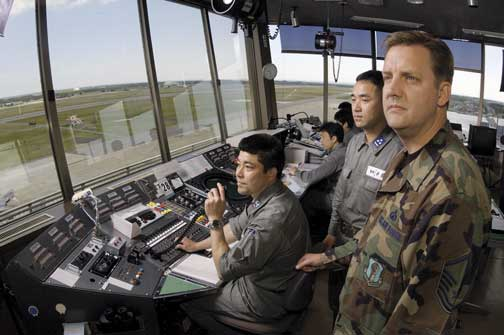
三澤空軍基地管制塔台內部的美軍人員和日本航空自衛隊員

三澤空軍基地是航空自衛隊基地中唯一一座由美日兩國共同使用的航空作戰基地，也是美軍在西太平洋唯一一處跨軍種的美軍聯合基地（JB）。除了日本空自和美國空軍外，美國陸軍及海軍均在三澤基地內派有部隊。駐在基地內約有5,200名美軍人員、350名美籍雇員和900名日本當地雇員。
目前美國第五航空隊（美駐日空軍）派駐在三澤空軍基地的戰鬥機部隊，主要進行備戰和對敵防空壓制任務，對象包含鄰近的朝鮮或俄羅斯等，而駐三澤的美國海軍飛行部隊，則以反潛警戒和電子情報偵察作戰的進行為主。此外也由於三澤空軍基地在日本列島東北部的戰略位置，使其處在美軍從美國本土或阿拉斯加前往東亞的大圓航線附近。因此，東來的美軍飛機經常取道三澤空軍基地。
三澤基地也是美國在東北亞重要的情報與資訊蒐集據點，可對日本周邊區域的通信進行觀測或截聽。基地內設有被動式無線射頻的空間監視站，用以追蹤接收其發設信號的人造衛星，2002年之前亦支援採用深度空間追蹤系統（DSTS）的對地同步衛星。而位於三澤空軍基地西北方、小川原湖湖畔的姉沼通訊站（Anenuma Communication Site），是前身為「三澤密碼戰中心」（Cryptologic Operations Center）的三澤保安作戰中心（Misawa Security Operations Center）所在地，內部設有暱稱為「象籠」（elephant cage）的AN/FLR-9陣列天線。姉沼通訊站據稱是梯隊系統（ECHELON）在世界上最大的地面設施之一。
三澤基地以南的八戶市設有八戶貯油設施（Hachinohe POL Depot），內部有8個油槽提供三澤基地派駐機隊所需的航空燃料約8萬桶，並透過管線運輸的形式連到三澤基地。八戶線的本八戶車站與三澤車站之間曾設有一條全長7.9公里的專用支線，藉此運送油料至三澤空軍基地，但在2006年6月之後停用。

### 駐紮部隊

#### 美軍

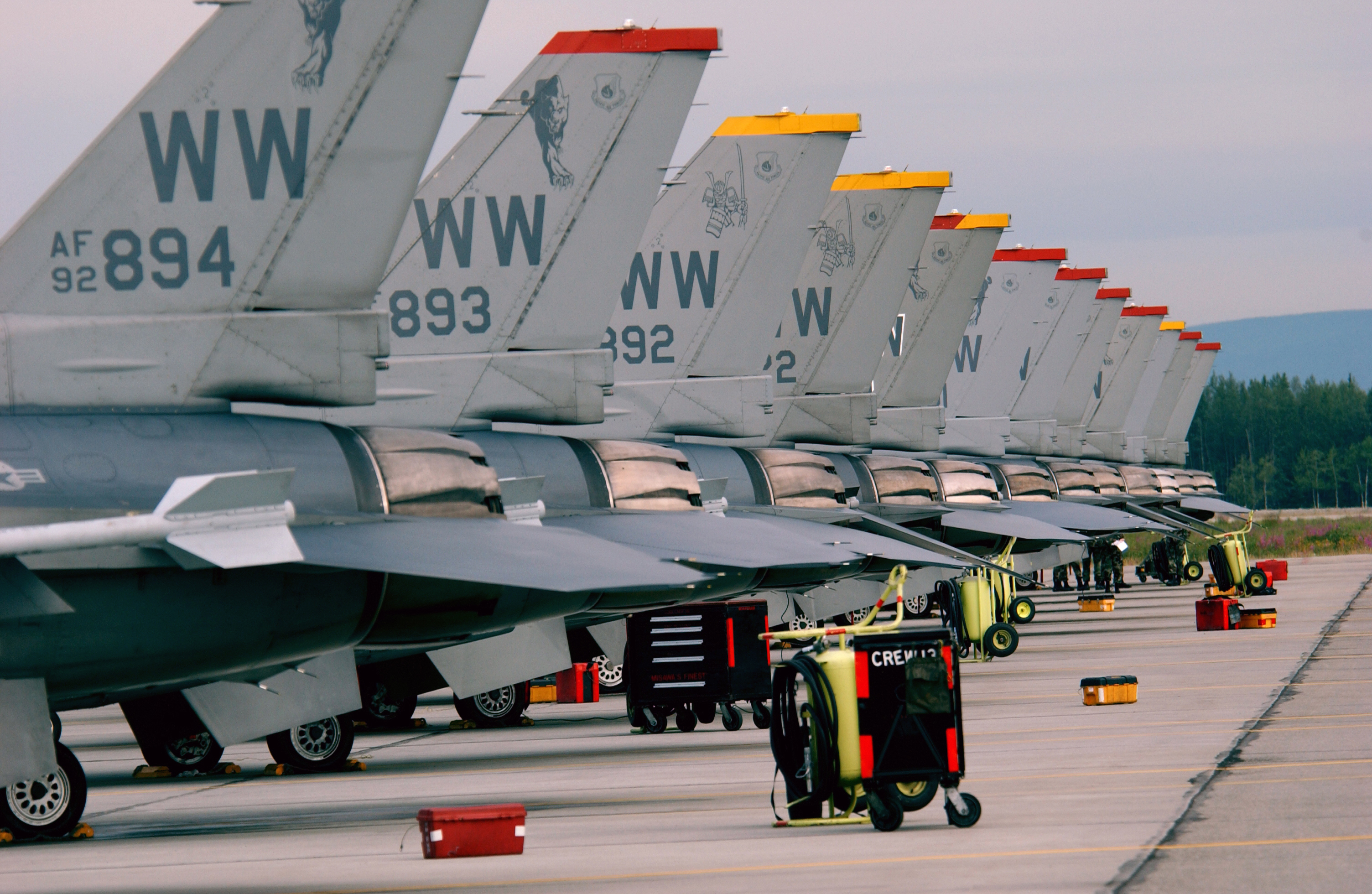
在三澤基地內第13與第14戰機中隊的F-16戰鬥機，尾翼分別塗成黃邊和紅邊

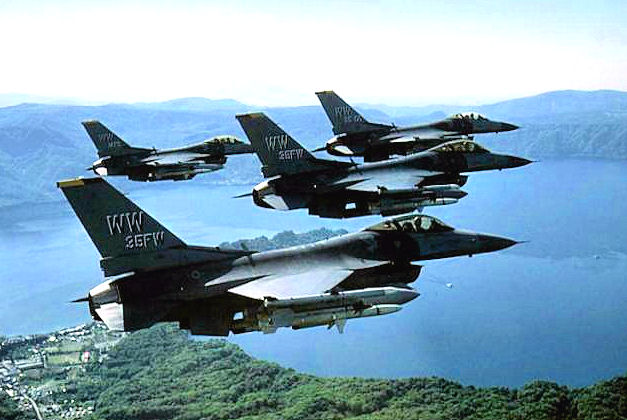
三澤基地第35聯隊的美國空軍第14戰鬥機中隊編隊飛行（攝於2000年）

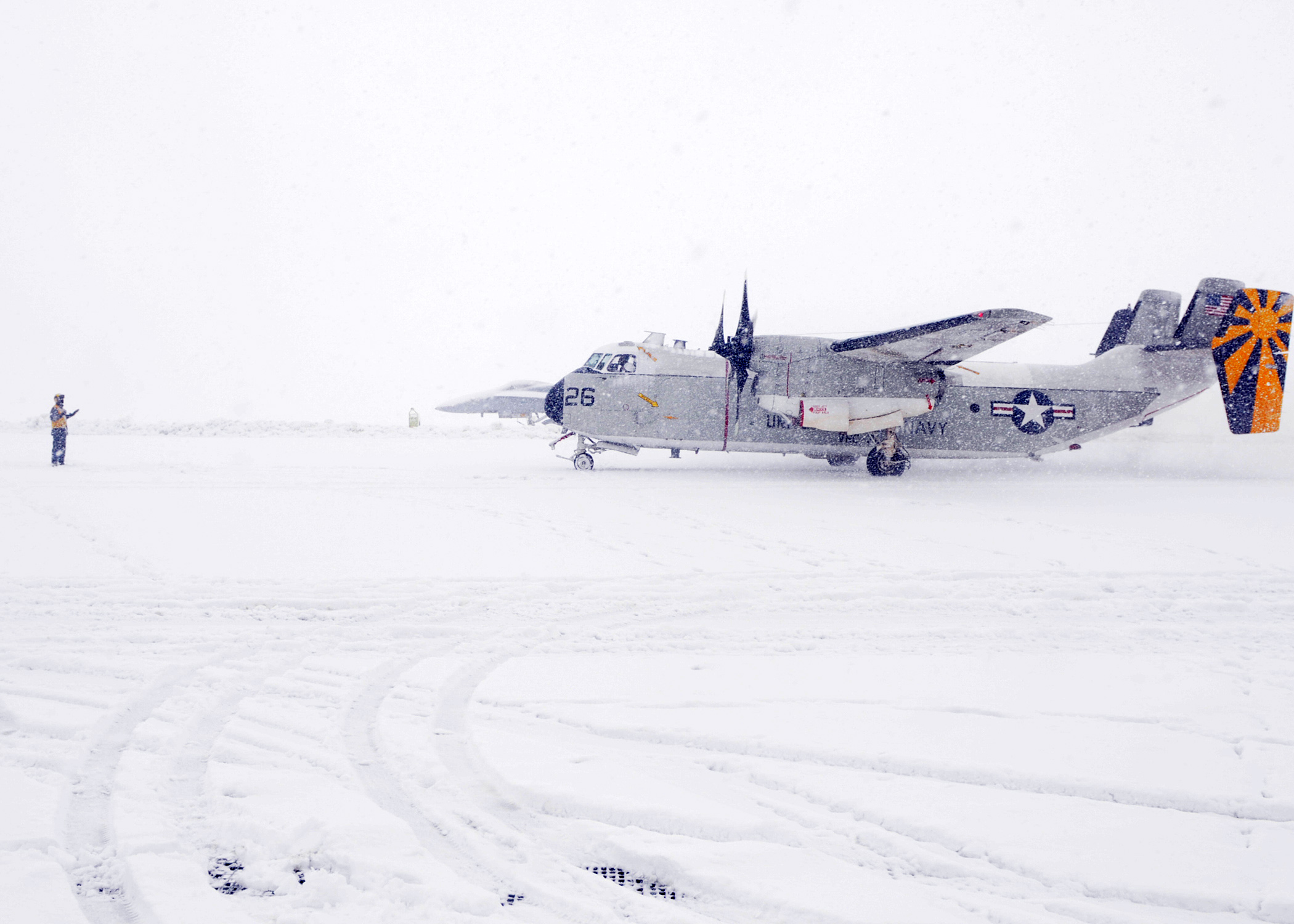
在三澤基地內的美國海軍C-2灰狗式運輸機

美国空军
美國空軍第35戰鬥機聯隊是三澤空軍基地的主駐部隊（host unit），負責執行F-16戰鬥機的日常性任務，在整個太平洋戰區投射力量並執行全球部署，以保持其戰備優勢。下轄的飛行員使用空對空武器進行水上軍演，並在三澤基地以北12英里（19）處的德雷恩空軍射擊靶訓區（Draughn Gunnery Range）增強對地作戰技巧。下轄以下大隊：
- 第35維修大隊（35th Maintenance Group）
- 第35醫務大隊（35th Medical Group）
- 第35任務支援大隊（35th Mission Support Group）
- 第35作戰大隊（35th Operations Group）
- 第35情報大隊（35th Intelligence Group）

第35聯隊亦有轄兩支戰鬥中隊，均採用第50+批次的F-16C、F-16D「野鼬任務」戰鬥機，負責空對空、空對地及對敵防空壓制任務，（SEAD）尾翼代碼原先為（代表，即「日本三澤」），後改採「WW」。此兩支中隊為：
- 第13戰鬥機中隊“黑豹“（英语：13th Fighter Squadron）（尾翼紅邊，垂直尾翼代碼：WW）
- 第14戰鬥機中隊”武士“（英语：14th Fighter Squadron）（尾翼黃邊，垂直尾翼代碼：WW）

除了作戰任務外，第35戰鬥機聯隊也是三澤基地內美國海陸空三軍其他部隊的主轄部隊，這些部隊如下所示：
美國海軍
- 第七艦隊巡邏與偵察部隊指揮部（COMPATRECONFORSEVENTHFLT）
- 三澤海軍航空設施（Naval Air Facility Misawa）
- 三澤飛機中級保養部（Aircraft Intermediate Maintenance Department Misawa）
- 三澤海軍資訊作戰司令部（Navy Information Operations Command Misawa）

前身為三澤海軍保安大隊（Naval Security Group Activity Misawa）
- 輪調至三澤海航基地6個月的海軍飛行中隊或P-3海上巡邏機、EP-3E偵察機部隊

美國空軍
- 第373情報監視及偵察大隊（373d ISRG）
- 第301情報中隊（英语：301st Intelligence Squadron）
- 第373任務支援中隊（373rd Mission Support Squadron）

美國陸軍
美國陸軍太空與飛彈防禦司令部（ASMDC）
- 第1太空旅（1st Space Brigade）
  - 第1太空營（1st Space Battalion）
    - 第1太空連（1st Space Company）
      - 聯合戰術地面站（英语：Joint Tactical Ground Station）
        - 三角洲支隊（Detachment Delta）

    - 第403軍情分隊（403rd Military Intelligence Detachment，）

前身為705軍情連（750th Military Intelligence Company）

##### 隸屬單位演變
- 遠東航空隊（Far East Air Forces，1945年9月－12月）

重新劃定：美國陸軍太平洋航空司令部（Pacific Air Command, United States Army，1945年12月－1947年1月）
重新劃定：遠東航空隊（Far East Air Forces，1947年1月－1957年7月）
重新劃定：太平洋空軍（Pacific Air Forces，1957年7月－1972年7月）
附設空防令部（1950年9月－1965年6月）
- 空軍安全勤務處（英语：United States Air Force Security Service）（1972年7月－1978年10月）
- 太平洋空軍（1978年10月至今）

#### 日本自衛隊

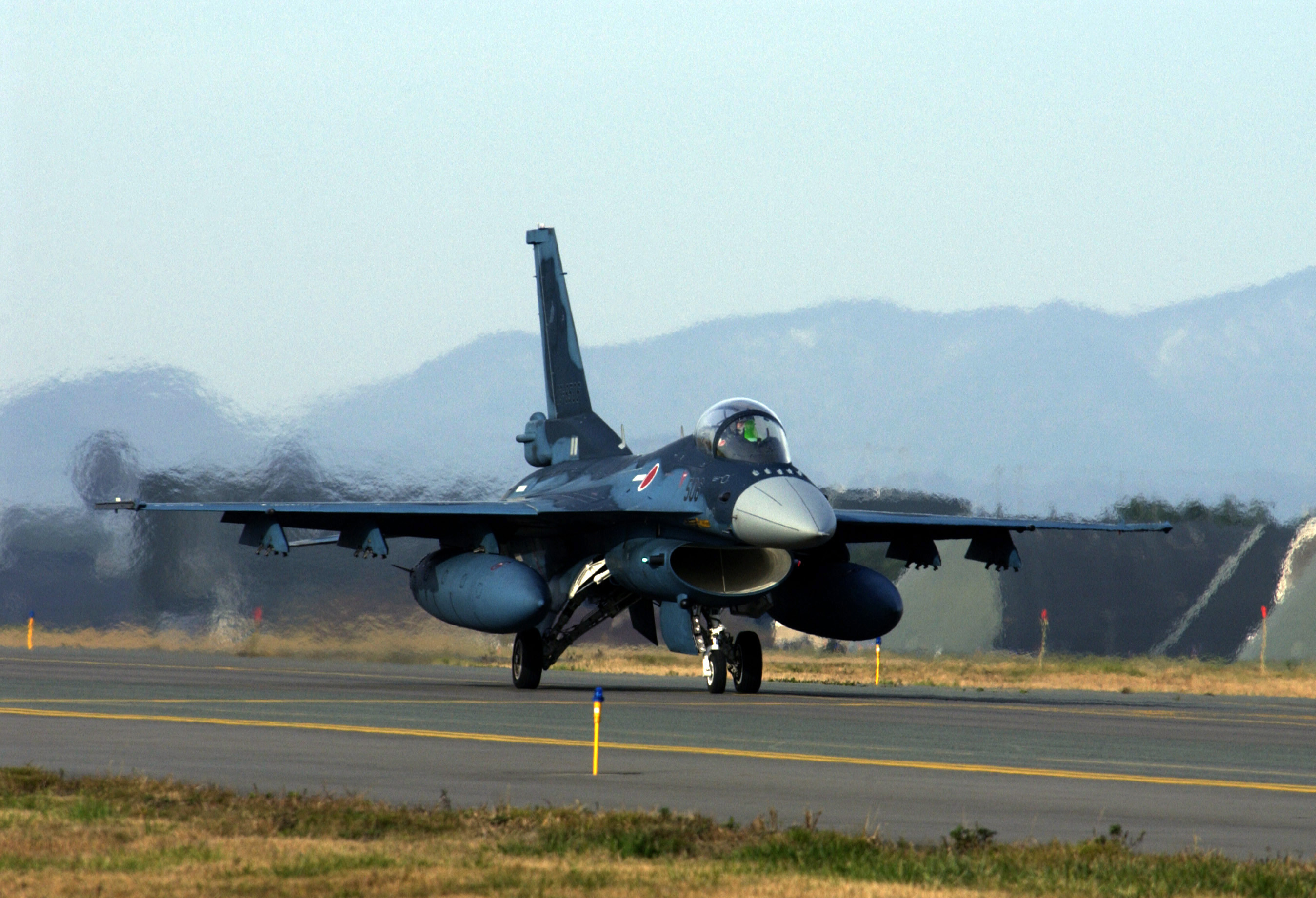
航空自衛隊第3飛行隊的F-2A戰鬥機在三澤基地

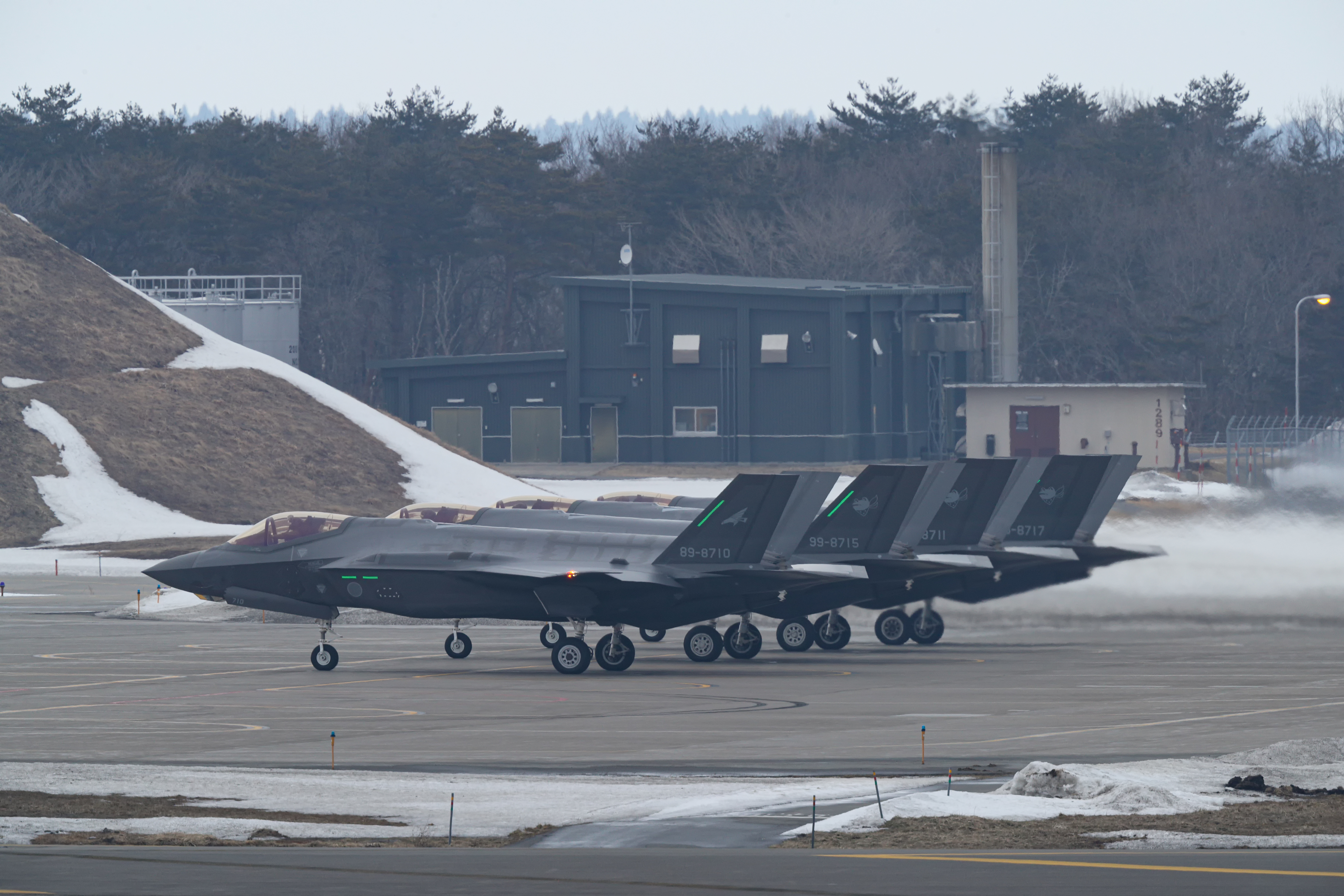
三澤基地的日本航空自衛隊F-35A戰鬥機

三澤基地的主駐單位是第3航空團（相當於聯隊），基地指揮官由該航空團司令（空將補，相當於少將）兼任。北部航空方面隊的司令部也捨棄了鄰近庫頁島、俄羅斯空軍勢力範圍、且受襲風險較大的千歲基地，而選擇駐在三澤基地。
北部航空方面隊
- 航空方面隊司令部
  - 第3航空團（日语：第3航空団）
    - 第302航空隊（日语：第302飛行隊 (航空自衛隊)）：F-35閃電II戰鬥機、T-4教練機
    - 第301航空隊（日语：第301飛行隊 (航空自衛隊)）：F-35閃電II戰鬥機、T-4教練機
    - 整備補給大隊
    - 基地業務大隊

  - 北部航空警戒管制團（日语：北部航空警戒管制団）
  - 第6高射群（日语：第6高射群）
  - 北部航空設施隊（日语：北部航空施設隊）
  - 北部航空音樂隊（日语：音楽隊 (航空自衛隊)）

航空總隊
- 警戒航空隊（日语：警戒航空隊）
  - 第1整備群
  - 飛行警戒監視隊（使用機種：E-2C空中預警機）
- 航空救難團（日语：航空救難団）三澤直升機空運隊（三沢ヘリコプター空輸隊，使用機種：CH-47J直升機）

航空支援集團
- 航空保安管制群（日语：航空保安管制群）三澤管制隊
- 航空氣象群（日语：航空気象群）三澤氣象隊

防衛大臣直轄
- 航空警務隊（日语：航空警務隊）三澤地方警務隊

自衛隊陸海空聯合機關
- 自衛隊醫院（日语：自衛隊病院）三澤分院

## 歷史

#### 舊日本軍時期

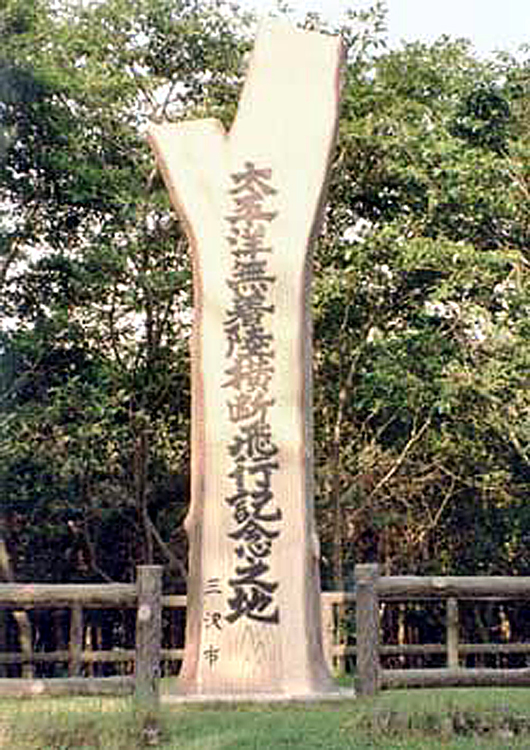
淋代海岸，首架不著陸飛越過太平洋的飛機「維多爾小姐號」作為啟程之地，現今已成為三澤空軍基地人員的休憩地點。

三澤機場現址在明治時期即已成為軍事用地，在19世紀時是日本帝國陸軍騎兵部隊的訓練場。1870年，改為皇室騎兵隊的馬匹配種場，直到1931年中國抗日戰爭爆發，需要投入這些馬匹為止。之後，三澤依然作為騎兵隊的訓練場。
三澤機場附近有一處海灘——淋代海岸，世界首架不著陸飛行橫越太平洋的飛機即以該海灘為起點飛往美國西岸。兩名美籍飛行員，克萊德·潘伯恩和休·赫恩頓駕駛著名為「維多爾小姐號」（Miss Veedol）的單翼飛機，於1931年10月4日早晨從淋代海灘的礫石地面起飛，航行了41小時、8,500公里，成功地飛越太平洋，降落在美國華盛頓州的韋納奇。為紀念這次航行，在淋代海灘設立了紀念碑，而該海灘在今天也成為三澤空軍基地人員的休憩地點。
1938年開始在此建設第一條跑道，準備轉為陸軍飛行戰隊的基地，不但從此出動長程轟炸機，也作為訓練基地。1941年，日本帝國海軍接收了三澤機場，改為三澤帝國海軍航空基地，並在此成立三澤海軍航空隊。

##### 太平洋戰爭期間
在日本海軍準備奇襲珍珠港之前，三澤基地附近的小川原湖由於水深等條件與夏威夷的珍珠港相近，而被航空隊用來進行投彈訓練，同時也改造湖岸附近的小丘，用以代表攻擊當天港內的美國海軍軍艦，以提供海軍飛行員更擬真的視野。飛行員們駕機從三澤基地飛到湖上，練習低空投放魚雷，使之在淺水中能朝目標水平前進。隨著戰勢扭轉，美軍飛機進入日本本土轟炸後，三澤機場嚴重受損，基地有九成的比例因為美軍戰鬥機和轟炸機的襲擊而被破壞。

#### 盟軍進駐
日本投降後進入盟軍佔領狀態，而三澤機場在1945年9月由美軍進駐，由於戰時受損過於嚴重，而必須由美國陸軍工程兵團作全面性的重建，以供美國陸軍航空隊（美國空軍前身）在未來的使用。到了韓戰及越戰期間，三澤空軍基地是美軍戰鬥機的後方支援設施，冷戰時期更一度成為特殊偵察機前往中華人民共和國和蘇聯執行秘密任務的出發地點。
當美軍工兵完成戰後的重建工作後，第一支常駐三澤基地的美國陸航部隊為613航空管制及預警中隊（613th AC&WS），於1946年7月15日進駐後，從三澤負責空中交通管制任務。

##### 第49戰鬥轟炸機聯隊
三澤基地的第一支作戰部隊為第49戰鬥轟炸機大隊，1948年3月31日被調派至此，下轄第7、第8、第9作戰中隊，並部署中隊所屬的F-80戰鬥機和部分P-61夜間戰機在三澤，除了執行佔領軍任務外，也參與美國遠東航空隊的偵察巡邏行動。1950年2月升級為第49戰鬥轟炸機聯隊，而49戰鬥轟炸大隊則編為其下的戰鬥單位。

#### 韓戰
當625韓戰爆發後，第49戰鬥轟炸機大隊調離了49聯隊和聯隊所在的三澤基地，並成為美國空軍最早派到韓國的部隊之一。在朝鮮半島戰區，49大隊下的戰術中隊動用了在對地面部隊支援效果上優於F-80流星戰鬥機的F-51D野馬戰鬥機。直到1950年12月49聯隊從三澤調到韓國大邱空軍基地（K-2）時，49大隊才重歸其管轄。
49戰鬥機聯隊移防至大邱後，其在三澤基地的佔領和主駐任務由6163空軍基地聯隊（6163d Air Base Wing）接手。在同年9月，從埼玉縣的強森空軍基地（Johnson AB，今航空自衛隊入間基地）將原屬35戰鬥攔截機聯隊的41戰鬥攔截機中隊調到三澤，1951年2月之後，被同樣來自強森基地的40攔截中隊取代，駐到該年7月為止。10月時第27護航戰鬥機聯隊也從大邱調到日本，在三澤基地執行防空任務，直到到1953年1月20日，使用機種為不足以在韓國空戰中抵禦朝鮮人民軍米格-15战斗机的F-84戰鬥機。
1953年5月至8月間，第12戰略戰鬥機聯隊被輪輪調到三澤基地，執行臨時差勤任務（TDY），接替之前的27聯隊。1954年又接到第二項臨時任務而被調離三澤，由第31戰略戰鬥機聯隊接替之。
1953年11月7日，第49戰鬥轟炸機聯隊結束了在韓國的勤務，又重回三澤基地擔任主駐部隊，直至1957年12月10日。但1955年3月1日時，該聯隊的下轄大隊和中隊在作戰管制上全部改歸第39航空師指揮。

#### 冷戰

##### 第39航空師
1952年3月1日，美國空軍第39航空師在三澤組建而成，1955年1月1日後，所有負責北日本（本州北部、北海道及週邊水域）空域防衛的美國空軍部隊都改由該航空師管轄。
以下為第39航空師（39th Air Division）下轄的聯隊級單位：
- 第49戰鬥轟炸機聯隊，1955年3月1日－1957年4月15日
- 第4戰鬥轟炸機聯隊（英语：49th FBW），1955年3月8日－1957年12月8日
- 第21戰術戰鬥機聯隊（英语：35th FIW），1958年11月10日－1960年6月18日

隸屬於39航空師的中隊如下：
- 第4戰鬥攔截機中隊，1955年3月1日－1965年6月20日
- 第45戰術偵察機中隊（英语：45th Reconnaissance Squadron），1960年4月25日－1968年1月15日
- 第67戰術戰鬥機中隊（英语：67th Fighter Squadron），1967年12月15日－1968年1月15日
- 第339戰鬥攔截機中隊，1955年3月1日－1968年1月15日
- 第356戰術戰鬥機中隊，1965年11月29日－1968年1月15日
- 第416戰術戰鬥機中隊，1960年6月18日－1964年6月16日
- 第418日間戰鬥機中隊，1957年12月10日－1958年3月25日
- 第531戰術戰鬥機中隊，1960年6月18日－1964年6月16日
- 第612戰術戰鬥機中隊，1965年12月3日－1968年1月15日

擔當此項任務後，39航空師必須在日本領空受到侵犯時，不但要訓練調來三澤的部隊、管制空中攔截任務。該航空師也管理機用燃料和電戰反制任務（ECM）、並協助日本航空自衛隊飛行員的空戰、雷達作戰、維修等訓練項目。
當蘇聯在1954年11月7日擊落一架RB-29後，39航空師也提供戰鬥機護航任務，以護衛接近蘇聯領土的友軍偵察機、和自衛隊北部航空方面隊的所屬飛機。越南戰爭時期，39航空師也支援越南空戰中的戰機行動。

##### 第475空軍基地聯隊

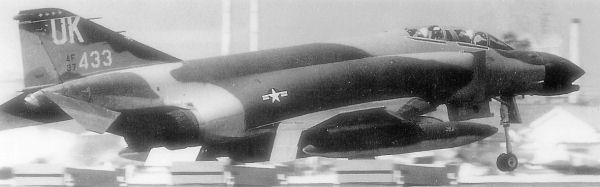
隸屬美國空軍第475空軍基地聯隊中的第356戰鬥機中隊一架F-4C戰鬥機於三澤基地降落（1968年）

在第31航空師於1968年1月15日解散後，由475空軍基地聯隊（475th Air Base Wing ; 475th ABW）取代之而成為三澤基地的主駐部隊，其下轄有第67戰術戰鬥機中隊，原先歸屬沖繩嘉手納空軍基地的第18戰術戰鬥機聯隊管轄，後來移防三澤，直到1971年3月15日為止。
第67、356及391戰術戰鬥機中隊從1968年1月至1970年6月，每十天輪換六架F-4戰鬥機前往韓國的大邱空軍基地及崑山空軍基地執行核警戒任務（Nuclear alert duty），以應對朝韓非軍事區衝突。
以下為第475空軍基地聯隊曾經駐防於三澤基地的單位：
- 第475戰鬥支援大隊（475th Combat Support Group[9]，1968年1月15日至1971年3月15日，後勤支援）
- 第67戰術戰鬥機中隊（67th Tactical Fighter Squadron，1968年1月15日-1971年3月15日，垂直尾翼代碼：UP）（F-4D）
- 第356戰術戰鬥機中隊（356th Tactical Fighter Squadron，1968年1月15日-1971年3月15日，垂直尾翼代碼：UK）（F-4D）
- 第391戰術戰鬥機中隊（356th Tactical Fighter Squadron，1968年7月22日-1971年2月28日，垂直尾翼代碼：UD）（F-4D）
- 第421戰術戰鬥機中隊（轉場輪調）（356th Tactical Fighter Squadron，1969年4月23日至1969年6月25日，垂直尾翼代碼：LC）（F-4E)
- 第45戰術偵察中隊（45th Tactical Reconnaissance Squadron，1968年1月15日-1971年3月15日）（RF-101C）
- 第612戰術戰鬥機中隊（612th Tactical Fighter Squadron，1968年1月15日至1971年3月15日）（F-100D）

##### 第6112空軍基地大隊
第6112空軍基地大隊（6112th ABG）在1971年後隨著475基地聯隊解散而成為三澤空軍基地的主駐部隊。因為6112大隊僅執行行政支援任務，使三澤基地在之後數年內都不被美國太平洋空軍當成飛行基地，而三澤的軍用航線完全由美國海軍飛行單位和日本航空自衛隊運作，1978年10月1日，6112空軍基地大隊（6112th ABG）重新指定為6112空軍基地聯隊（6112th ABW）。
在此時期內，三澤基地舉辦了數次區域性聯合演習，而6112大隊也替美國第十三航空隊相關的地勤部隊、14個國防部單位和日本航空自衛隊駐在三澤的單位提供支援，直至1982年9月1日。
1983年大韓航空007號班機空難時，三澤是救難部隊的出動基地。
1983年4月1日，美國空軍第6112保安憲兵中隊（6112th Security Police Squadron ; 6112th SPS）在三澤空軍基地編成。

##### 第432戰術戰鬥機聯隊
1984年7月，隨著美國太平洋空軍的飛行任務需求，第432戰術戰鬥機聯隊在三澤重編為現役部隊。下轄兩個F-16戰機中隊——13中隊和14中隊、以及使用HH-53直升機的第39救援中隊。

##### 日本航空自衛隊

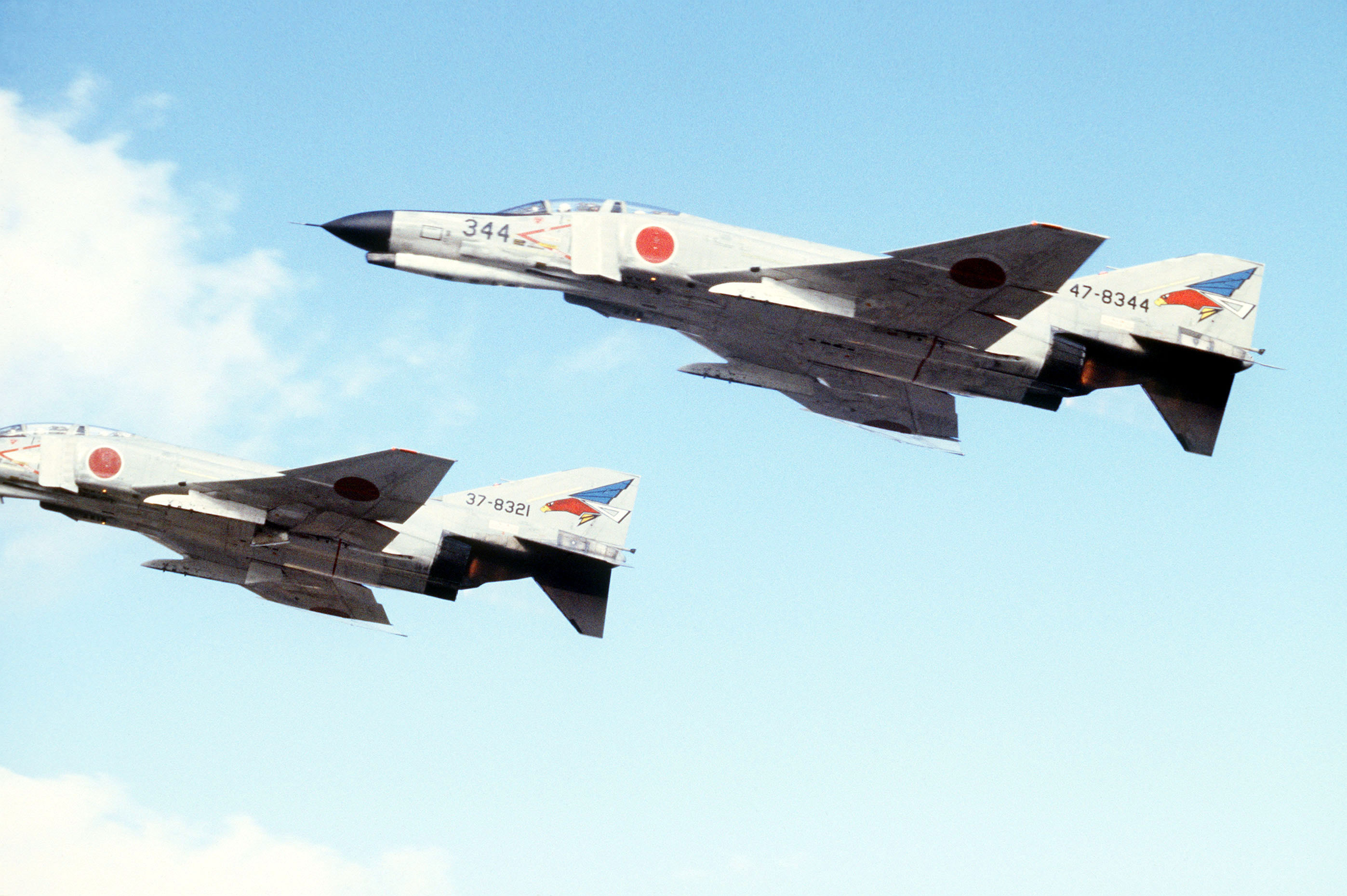
航空自衛隊302飛行隊的F-4EJ戰鬥機飛越三澤基地上空（1978年11月30日）

日本航空自衛隊首批部隊於1954年10月在三澤基地編成，而「臨時北部航空司令部訓練隊」則於1957年7月15日於在三澤基地創設。1958年8月1日，訓練隊改編為北部航空方面隊，自衛隊也於該年開始與美軍共用三澤基地，並由此出動飛機執行任務。
1959年北部航空設施隊、北部航空警戒管制團在三澤基地成立，後者於同年7月從美國空軍手中接下航空警戒管制權，並維持至今。
1971年，基地管制權從駐日美軍移交至航空自衛隊手中。但美軍又於1985年時收回三澤基地的管權。
1978年，自衛隊第3航空團從小牧基地移防三澤基地。
1989年10月2日，自衛隊三澤醫院開設。

#### 近代

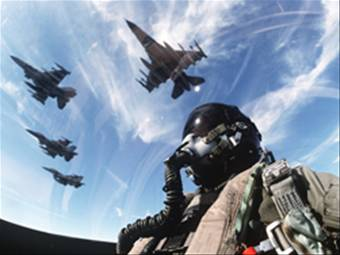
美軍飞行员駕駛F-16在三澤基地上空執行任務

1994年10月1日，美國空軍第35戰鬥機聯隊在冰島的凱夫拉維克海軍航空基地解散，同日又在三澤基地重組，以接替原駐三澤的432戰機聯隊，成為主駐單位。
1994年12月28日，三澤基地經歷了發生在八戶市外海180公里處、芮氏規模7.6的三陸遙沖地震。2003年9月26日，芮氏規模8.0以上、被美國地質調查局（USGS）報告為當年最強地震的十勝沖地震在北海道東海岸發生時，三澤空軍基地所在的青森縣亦有強烈晃動。事後調查，三澤基地內的損壞情形限於水管斷裂、牆壁和個人財產表面受損等，未傳出基地跑道受到損壞的報告。
2006年6月，為監視朝鮮發射大浦洞2號飛彈，首批前沿部署在日本、被美軍作為彈道飛彈早期警戒系統之用的X波段雷達（X-Band Radar）設備，被分批送到三澤空軍基地，經過檢查後進行組裝，再被運到青森縣津輕市的航空自衛隊車力分屯基地內設置，亦有消息指出，三澤空軍基地內的雷達設施也可能充當車力基地的後方支援據點。

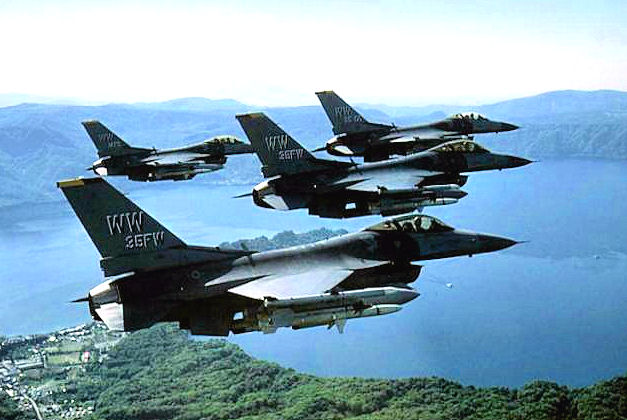
美國空軍F-16CJ戰鬥機從三澤基地升空

2011年東日本大地震時，三澤基地內也有輕微的設施損傷。震災期間，基地內的美軍人員和飛機投入了美國發動的救災行動「友達作戰」，之後的三澤空軍基地也在災後重建工作中成為物資空運中心，並有1,400名美軍眷屬志願從三澤基地搭機疏散至日本之外的地區。

### 三澤航空祭
三澤航空祭（Misawa Air Festival）在每年初秋的9月舉辦、並出動基地所屬的飛機或日本航空自衛隊的「藍色衝擊波飛行表演隊」舉行空中表演，或是從其他基地調派外來機種至三澤基地、並舉辦各種展覽。這是日本最大的日美聯合飛行表演。
1994年時，隔了35再度到日本的美國空軍雷鳥飛行表演隊，將該次訪問三澤空軍基地的行程與其「西太平洋巡演」結合，也是與自衛隊藍色衝擊波的首次聯合演出。原先預定於9月15日舉行的表演，還提前至8月10日星期三演出。2004年時的雷鳥表演隊再度打算舉辦「西太平洋巡演」，以三澤為據點，並追加百里、濱松等基地，但由於天候惡劣而作罷。

## 民用

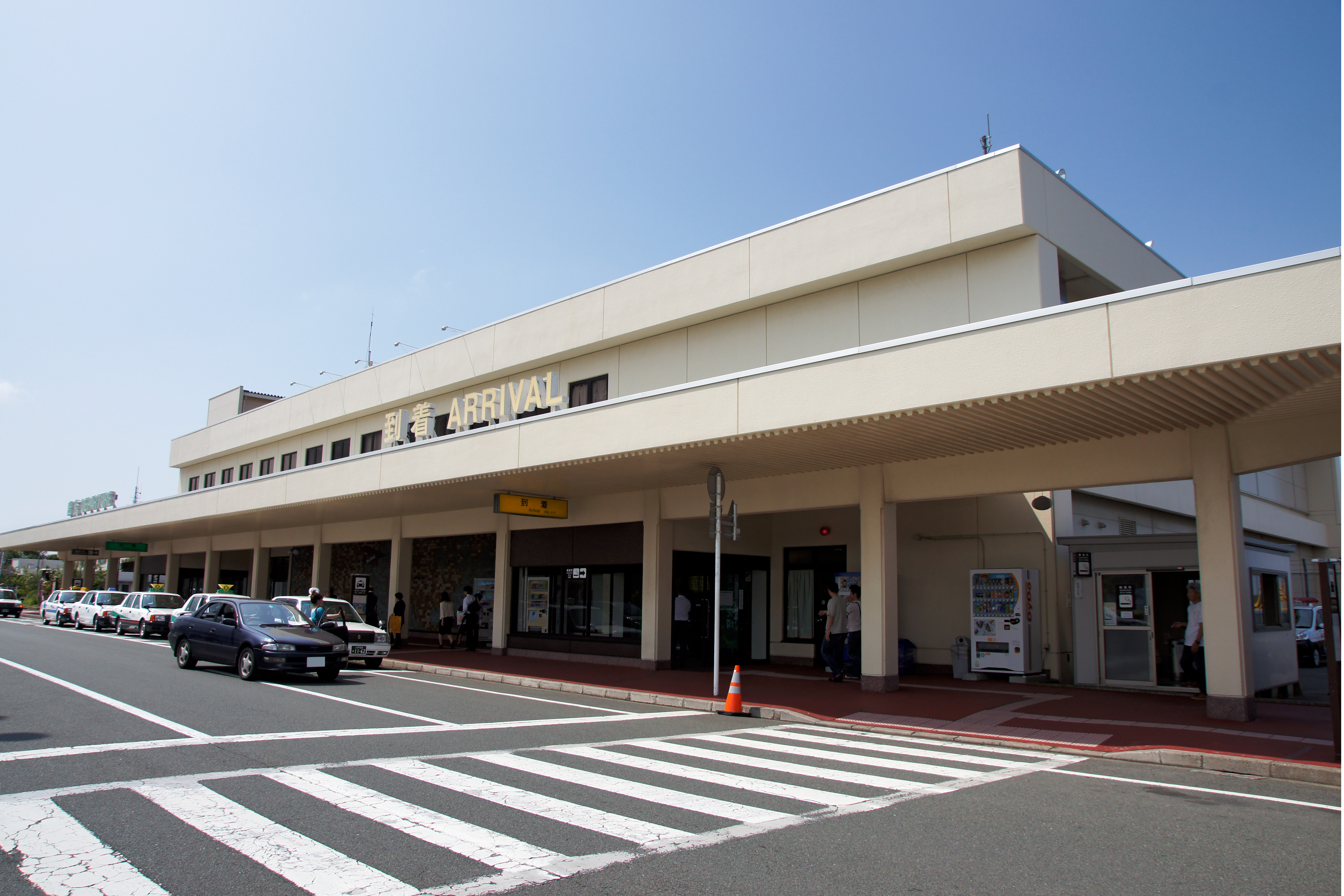
三澤機場航廈

國土交通省下轄的「三澤機場」為一佔地10.7公頃的民用航站區。民航區的跑道、滑行道與美軍設施間的交界以電動門分隔。航站大廈和停機坪均位於機場的東南區，樓內有國內線航站設施、登機空橋一組。候機區至停機坪有3個供中型噴射機使用的停泊處。

### 大事紀
- 1952年1月11日：三澤機場開放民航航線，往返東京羽田及北海道千歲。
- 1965年3月31日：美軍基於安全方面的理由，停止開放民航班機從三澤機場起降，全部改飛自衛隊八戶航空基地。
- 1975年：重新開放民間航班。
- 1977年：增設民用航廈並投入使用。
- 2002年：三澤－東京羽田航線減班。
- 2007年10月1日：三澤－新千歲航線停飛。
- 2010年10月31日：三澤－大阪航線停飛。
- 2013年3月31日：三澤－大阪航線重新營運。
- 2013年7月1日：北海道空中系統（HAC）開始經營三澤－札幌航線[19]。

### 航空公司與航點
| 航空公司                       | 目的地               |
| ------------------------------ | -------------------- |
| 日本航空（JL） （由J-air營運） | 大阪/伊丹、東京/羽田 |
| 北海道空中系統                 | 札幌/丘珠            |

### 航空無線保安設施
| 局名 | 識別信號 | 頻率      | 頻率     |
| 局名 | 識別信號 | VOR       | TACAN    |
| 三澤 | MIS      | 115.4 MHz | 1118 MHz |

## 外部連結
- 三澤機場（页面存档备份，存于）（日語）（英文）
- 航空自衛隊三澤基地（页面存档备份，存于）（日語）
- 美國空軍三澤基地（页面存档备份，存于）（英文）